# Gyorsbüfék, gyors nők
A Gyorsbüfék, gyors nők (eredeti címe: Fast Food Fast Women) 2000-ben bemutatott amerikai romantikus filmvígjáték, amelyet Amos Kollek írt és rendezett. A főbb szerepekben Anna Thomson és Jamie Harris. 2000. május 15-én mutatták be a cannes-i filmfesztiválon, ahol megnyerte az Ökumenikus zsűri díját, és Arany Pálmára is jelölték. Az Egyesült Államokban 2001. május 11-től, Magyarországon június 14-től vetítették a mozikban.

## Történet
Bella pincérnőként dolgozik egy régimódi bádogbüfében, és kora előrehaladtával elhiteti magával, hogy jegyese egy idősödő, régóta házas színházigazgatónak, akivel viszonya van. Anyja összehozza őt az írójelölt Brunóval, aki felhagyott a nőcsábászattal, hogy volt felesége két gyermekéről gondoskodjon. Eközben Bella egyik törzsvendége, a nyugdíjas Paul egy személyes hirdetés hatására beleszeret az özvegy Emilybe, aki az egyedüllétén szorong.

## Szereplők
| Szerep      | Színész          | Magyar hangja      |
| ----------- | ---------------- | ------------------ |
| Bella       | Anna Thomson     | Für Anikó          |
| Bruno       | Jamie Harris     | László Zsolt       |
| Emily       | Louise Lasser    | Kútvölgyi Erzsébet |
| Paul        | Robert Modica    | Fülöp Zsigmond     |
| Sherry-Lynn | Lonette McKee    | Igó Éva            |
| Seymour     | Victor Argo      | Fodor Tamás        |
| Vitka       | Angelica Page    | Spilák Klára       |
| George      | Austin Pendleton | Cs. Németh Lajos   |
| Giselle     | Sandrine Holt    | n.a                |
| Wanda       | Valerie Geffner  | n.a                |
| Graham      | Mark Margolis    | n.a                |
| Bella anyja | Judith Roberts   | n.a                |
| Jesse       | Lynn Cohen       | n.a                |
| Leo         | Salem Ludwig     | n.a                |
| Mary-Beth   | Irma St. Paule   | n.a                |

## Fogadtatás

### Kritikai visszhang
A film vegyes értékelést kapott. A Rotten Tomatoeson 47%-os minősítést ért el 36 értékelés alapján, az összefoglaló szerint: „A Gyorsbüfék, gyors nők túlságosan igyekszik bolondos és bájos lenni.” Steven Rea a Philadelphia Inquirertől azt írta: „Semmi sem megy nagyon mélyre, vagy nagyon szórakoztató [...] ebben a túljátszott, alulírt szerelmi szeletben.” Jay Carr a Boston Globe-tól azt írta: „Bármennyire is naiv Kollek írása, van valami megnyerő abban, ahogyan szimpátiával viseltetik az elmaradott karakterek iránt.” Jonathan Foreman a New York Posttól azt írta: „Annak ellenére, hogy a forgatókönyv időnként kínos szövegeket követel meg, Kollek szereposztása általában jól teljesít.”
A MetaCritic 36 pontot adott a 100-ból 20 vélemény alapján. Kevin Thomas a Los Angeles Timestól azt írta: „Intim, kis léptékű film a legszebb értelemben.” Roger Ebert úgy vélte: „A Gyorsbüfék, gyors nőkben nincs semmi olyan hiba, amit egy casting igazgató és egy átírás ne tudott volna kijavítani.” A Variety azt írta: „Magával ragadó karakterekkel, ötletes helyzetekkel és egy sor kielégítő csattanóval büszkélkedhet, amelyek mosollyal küldik haza a nézőket.”

### Bevétel adatai
A Box Office Mojo szerint a film 228 ezer dolláros bevételt szerzett, a költségvetésről nincs információ.

## Fontosabb díjak és jelölések
| Esemény                        | Díj                   | Eredmény |
| ------------------------------ | --------------------- | -------- |
| 2000-es cannes-i filmfesztivál | Arany Pálma           | Jelölve  |
| 2000-es cannes-i filmfesztivál | Ökumenikus zsűri díja | Elnyerte |